# Wülscheid

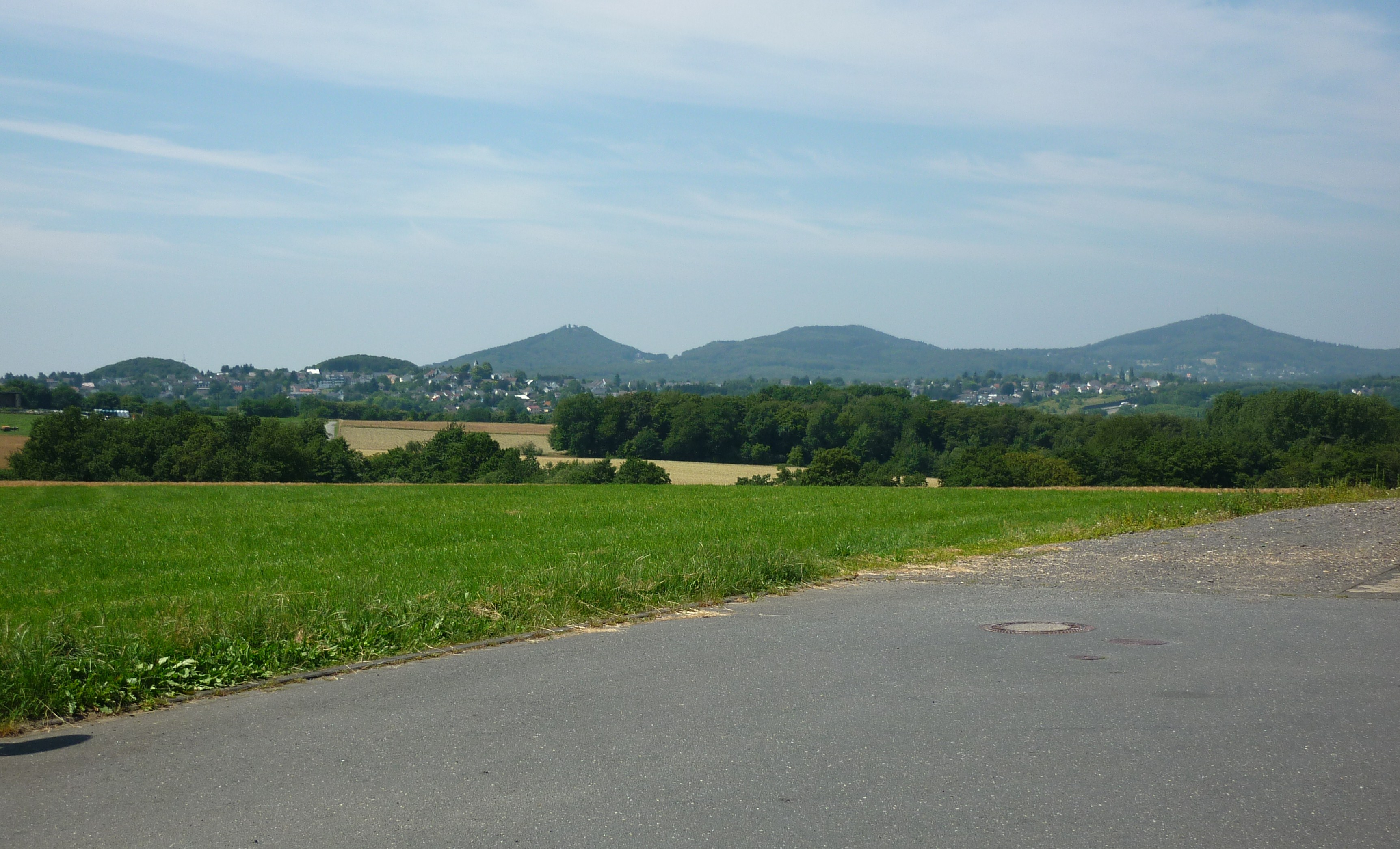
Wülscheid, Reichenhardt mit Blick auf das Siebengebirge

Wülscheid ist ein östlicher Ortsteil von Aegidienberg, einem Stadtbezirk von Bad Honnef im nordrhein-westfälischen Rhein-Sieg-Kreis.

## Geographie
Wülscheid liegt östlich des Siebengebirges und der Bundesautobahn 3 auf einem flachen, langgestreckten, in Nord-Süd-Richtung verlaufenden und nach Norden leicht abfallenden Bergrücken. Das Oberdorf liegt auf ca. 275 m Höhe und das Unterdorf auf ca. 250 m Höhe. Östlich verläuft als rechter Quellbach des Pleisbachs der Quirrenbach, der an der Landesgrenze zu Rheinland-Pfalz auf ca. 283 m Höhe entspringt. Durch Wülscheid fließt der südlich der Ortschaft entspringende Erlenbach, ein Zufluss des Quirrenbachs. In unmittelbarer Nähe von Wülscheid erstrecken sich zwei Waldgebiete, im Nordosten der Staatsforst Siegburg und im Süden der Aegidienberger Wald mit seinem höchsten Bodenpunkt dem Dachsberg (362,2 m). Zu den nächstgelegenen Ortschaften gehören im Norden Orte des Oberhau, darunter Eudenbach, Rostingen, Faulenbitze und Gratzfeld, im Südosten die zu Windhagen (Rheinland-Pfalz) gehörende Ortschaft Stockhausen und im Südwesten Orscheid.

## Geschichte
Die Ortschaft wurde im Jahre 1348 in einer Urkunde über einen Besitz des Klosters Merten in Wülscheid erwähnt. 1541 erfolgte eine weitere Erwähnung als „Wultscheid“. Der Ortsnamensbestandteil „Wül“ in seinen früheren Formen „Wu(h)l/Wühl“ lässt sich allgemein als Pfuhl oder Morast deuten. Ein Flurstück mit entsprechenden topographischen Begebenheiten befindet sich im Wülscheider Unterdorf, im Urkataster (1824/25) trug es den Namen „zu Wülscheid“. Das Wülscheider Oberdorf wurde wesentlich später besiedelt als das Unterdorf. 1673 verzeichnete Wülscheid mindestens vierzehn steuerpflichtige Einwohner. 1803 umfasste der Ort 23 Wohnhäuser bzw. Hausnummern. Wülscheid zählt zu den acht Honschaften, aus denen sich das Kirchspiel Aegidienberg spätestens seit Mitte des 18. Jahrhunderts bis zur Auflösung des Herzogtums Berg im Jahre 1806 zusammensetzte.
1862 wurde eine Verbindungsstraße von Wülscheid zur heutigen Landesstraße 247 gebaut, die Richtung Bad Honnef und Asbach führt. Von Dezember 1863 bis zur Eröffnung der vormaligen Orscheider Schule im Dezember 1866 fand für die Kinder aus Wülscheid und Orscheid der Schulunterricht in der früheren Wülscheider Gaststätte Zum Jägerheim statt. 1885 zählte man in Wülscheid (damals Wüllscheid) 62 Wohnhäuser und 255 Einwohner. Am 26. August 1902 wurde die „Wülscheider Wasserleitungsgesellschaft“ gegründet, die innerhalb weniger Monate eine Wasserleitung von einer Quelle im Wülscheider Bruch nach Wülscheid baute. Es handelte sich um die erste geschlossene Wasserversorgung innerhalb Aegidienbergs. 1967 wurde Wülscheid an die Aegidienberger Gruppenwasserversorgung angeschlossen und die Gesellschaft aufgelöst.

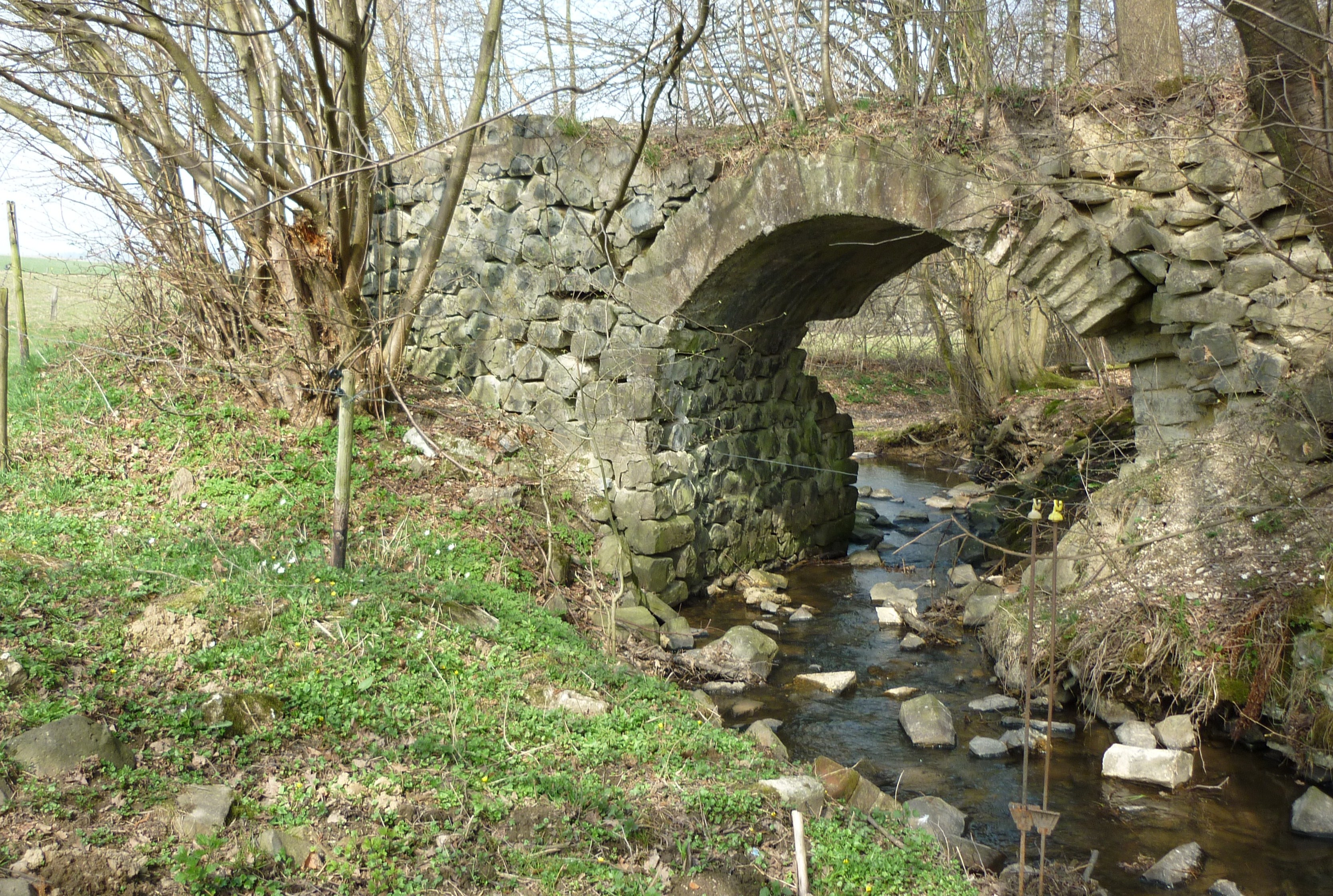
Der Quirrenbach bei Wülscheid mit ehemaliger Bahnüberführung

Seit Mitte des 19. Jahrhunderts wurde am Dachsberg Basalt (Säulenbasalt) abgebaut, zuerst von Pächtern aus der Umgebung und ab 1877 in größerem Umfang durch Louis Weinstock aus Linz. 1895 gründete Weinstock zusammen mit Wilhelm Sonnenschein aus Werden/Ruhr die „Basaltgewerkschaft Honnef“ und pachtete weitere Steinbrüche am Dachsberg und Himberg hinzu. Hier fanden viele Wülscheider Arbeit. In diesem Zusammenhang war zum Transport des abgebauten Basalts 1905 eine Eisenbahnlinie (Schmalspurbahn) vom Bahnhof der Bröltaler Eisenbahn AG in Rostingen entlang des Quirrenbachs vorbei an Gratzfeld, Wülscheid und Orscheid bis nach Rottbitze gebaut worden. Südlich Wülscheid befand sich ein Ausweichgleis mit einem Staubecken für Wasser, an dem die Lokomotiven ihren Wasservorrat ergänzen konnten. Bis 1929/30 florierte der Basaltabbau. Danach ruhte der Abbau und wurde erst 1937 wieder aufgenommen. Der Transport erfolgte nun per LKW und die Bahnstrecke verlor ihre Bedeutung.
Ab 1940 entstand im Wald südlich von Wülscheid ein Feldmunitionslager, in dem Munition für den Kriegseinsatz im Westen zusammengebaut wurde. Es lag am unteren Reststück der Bahnstrecke (seit dem Autobahnbau 1937 war die Strecke unterbrochen) von Rostingen bis zum ehemaligen Forsthaus Orscheid, das daher während des Zweiten Weltkrieges von der Wehrmacht für Munitionstransporte genutzt wurde. Am 10. März 1945 sprengten dort deutsche Soldaten beim Rückzug einen abgestellten Waggon mit Munition. Der dadurch entstandene Krater lief voll Wasser und ist noch heute zu sehen. Nach dem Zweiten Weltkrieg hatten wechselnde Pächter am Dachsberg noch bis 1968 Basalt abgebaut, seitdem ruht dort endgültig der Betrieb und es ist dort ein See entstanden. Die Gleisanlagen der Bahnstrecke wurden bereits Anfang der 1950er Jahre entfernt. Auf weiten Streckenabschnitten ist die alte Trassenführung als Wanderweg erhalten – südlich von Wülscheid entspricht sie dem Verlauf der heutigen Straßen In dem Hagen und Waldstraße.
Im Sommer 1951 wurde mit dem Bau der Kreisstraße 6 von Himberg über Orscheid nach Wülscheid begonnen. Bis dahin verlief der Verkehr zwischen Orscheid und Wülscheid über die Straße In der Dornhecke weiter über eine heute nicht mehr vorhandene Trasse bis zur Straße Am Holzpütz. Auf Betreiben der Wülscheider und Orscheider Bürger entstand 1955 am südlich gelegenen Dachsberg anstelle einer aus dem 19. Jahrhundert stammenden kleinen Kapelle die sogenannte Dachsbergkapelle. Seit 1996 besteht im Unterdorf eine Reitsportschule.
Einwohnerentwicklung
| Jahr | Einwohner |
| ---- | --------- |
| 1816 | 140       |
| 1843 | 260       |
| 1871 | 249       |
| 1905 | 237       |
| 1961 | 242       |

## Wappen

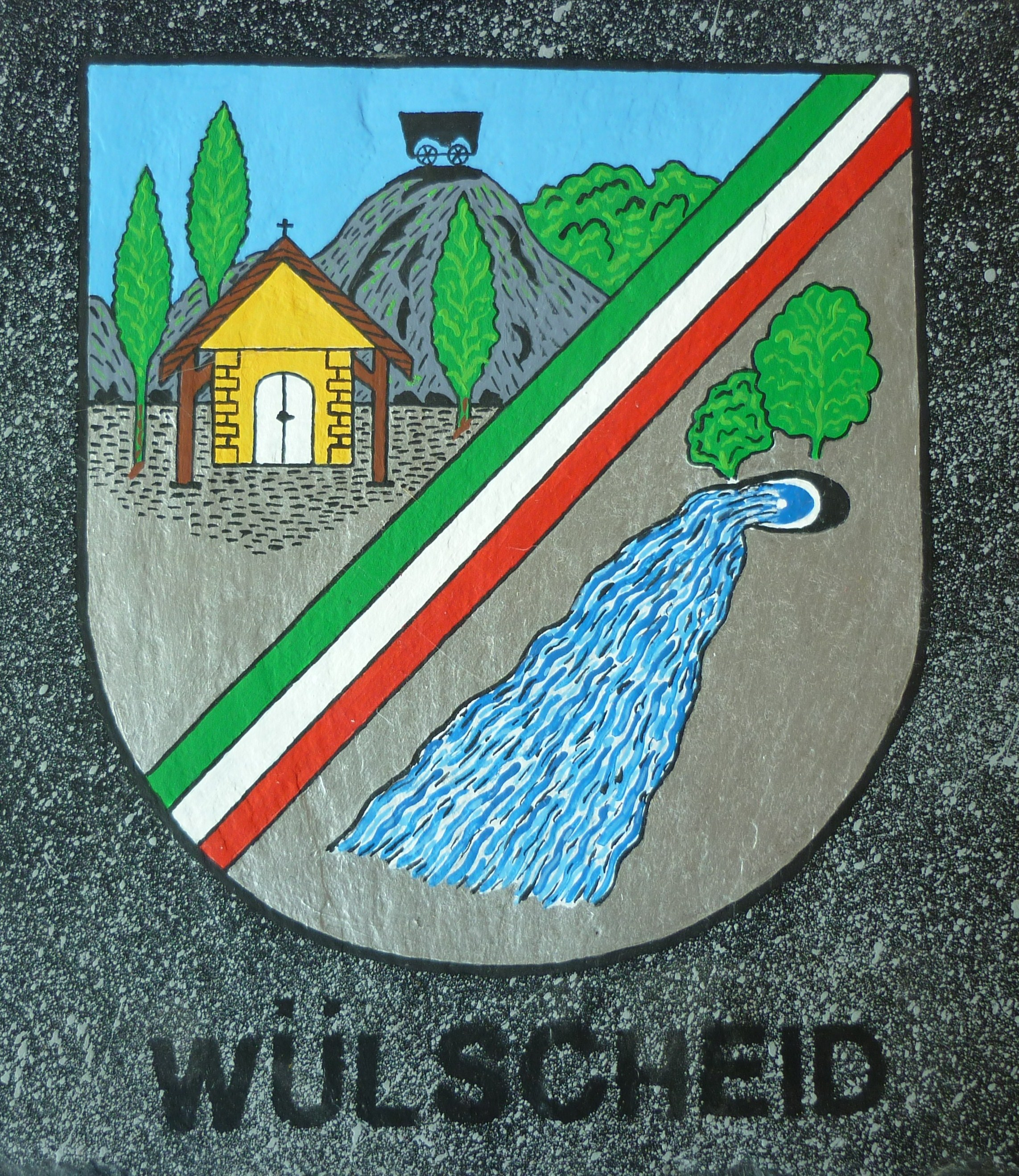
Schiefertafel als Ortswappen

2005 fertigte der Künstler Richard Lenzgen das von Helmut Großhenrich entworfene Wülscheider Ortswappen als Schiefertafel an. Sie zeigt links oben (heraldisch rechts) die Dachsbergkapelle und den Dachsberg mit einer Güterlore als Hinweis auf die frühere Bedeutung des lokalen Steinbruchbetriebs sowie rechts unten eine Quelle, die den Wasserreichtum des Ortes (verschiedene Quell- und Nebenbäche des Quirrenbachs und Kochenbachs) symbolisiert. Die Bäume deuten die Waldgebiete nahe Wülscheid an. Durch das Wappen verläuft diagonal ein grün-weiß-rot gestreiftes Band, auf die nordrhein-westfälische Landesflagge bezugnehmend. Wülscheid war der erste der 13 Ortsteile von Aegidienberg, der eine Wappentafel erhielt.

## Verkehr
Die Anschlussstelle 34 (Bad Honnef/Linz) der Bundesautobahn 3 befindet sich etwa zwei Kilometer südwestlich von Wülscheid. Die Kreisstraße 6 (Himberg über Orscheid, Wülscheid, Gratzfeld, Eudenbach nach Hennef-Dahlhausen) verbindet Wülscheid mit den nächstliegenden Orten.
Wülscheid gehört zum Tarifgebiet des Verkehrsverbunds Rhein-Sieg (VRS). Eine von Bad Honnef über Windhagen nach Asbach und Neustadt (Wied) führende Buslinie unterhält in Wülscheid drei Haltestellen. Sie wird von der Rhein-Sieg-Verkehrsgesellschaft (RSVG) in Zusammenarbeit mit der Martin Becker GmbH betrieben. Außerhalb der Haupt-Verkehrszeiten wird sie durch eine Linie des Anruf-Sammeltaxis (AST), eines gemeinsamen Angebots der Stadt Bad Honnef, der RSVG, des Rhein-Sieg-Kreises und des Taxiunternehmens Trommeschläger, ergänzt.

## Kultur und Sehenswürdigkeiten
Sehenswürdigkeiten

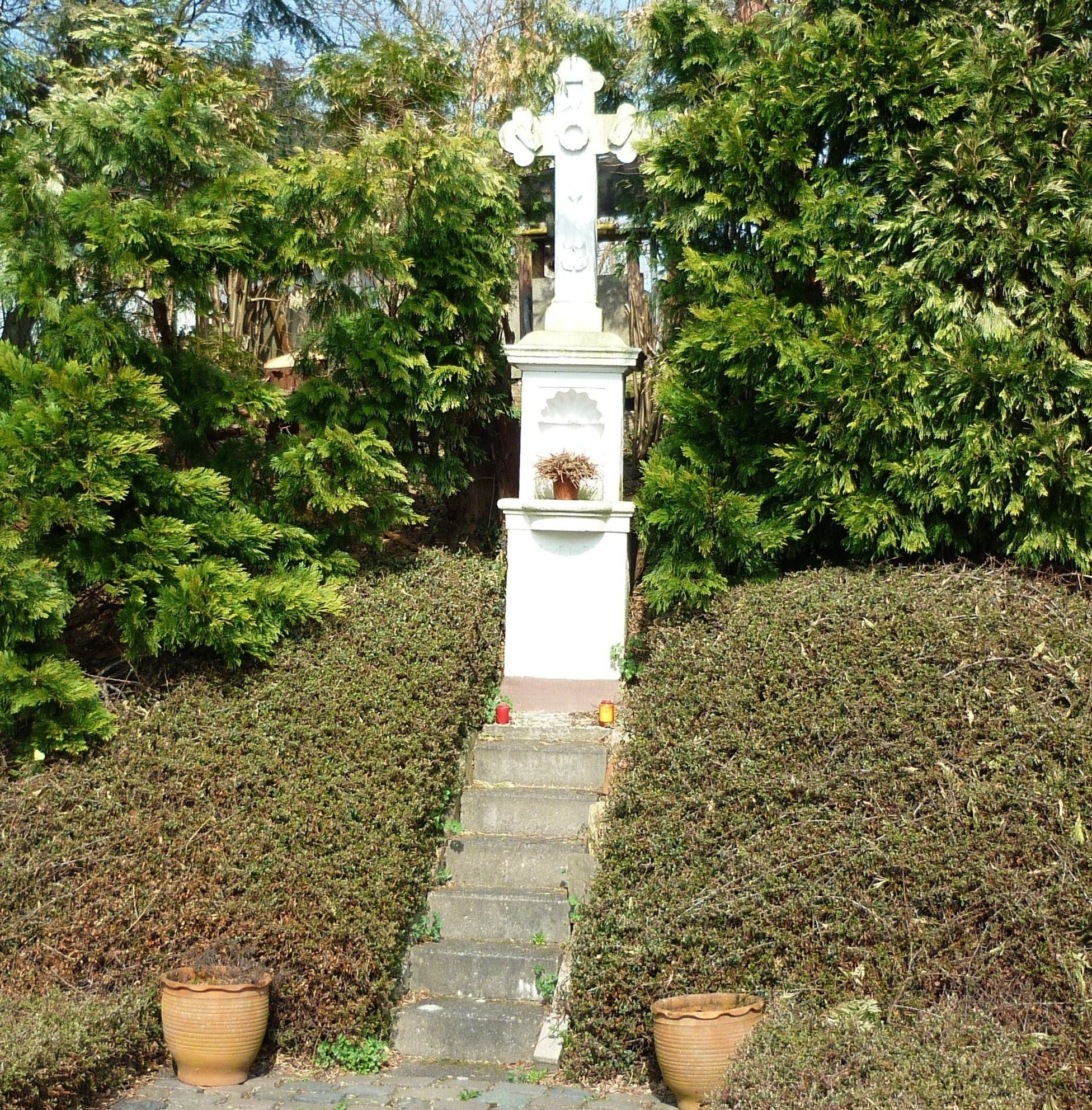
Wegekreuz im Unterdorf

Als Baudenkmal in der Denkmalliste der Stadt ausgewiesen sind:
- ein Wegekreuz im Unterdorf, errichtet Mitte des 19. Jahrhunderts → Eintrag in Denkmalliste
- ein Wegekreuz am nordöstlichen Ortsrand, errichtet 1888 → Eintrag in Denkmalliste
- ein Wohnhaus an der Wülscheider Straße, Fachwerkhaus aus dem 18. Jahrhundert → Eintrag in Denkmalliste
- das sogenannte „Backes“ (Backhaus) an der Wülscheider Straße mit Backofen, Rauchkammer und Kochstellen[14] → Eintrag in Denkmalliste

Vereinsleben

Der seit 2004 bestehende Verein Dorfgemeinschaft Wülscheid e. V. engagiert sich in der Brauchtumspflege, der Kultur und der Ortspflege. Der örtliche Karnevalsverein nennt sich die
Wülscheider Jecken e. V.

## Persönlichkeiten
- Richard Schmitz (* 1937 in Wülscheid), Hotelier